# Jardins de Marqueyssac

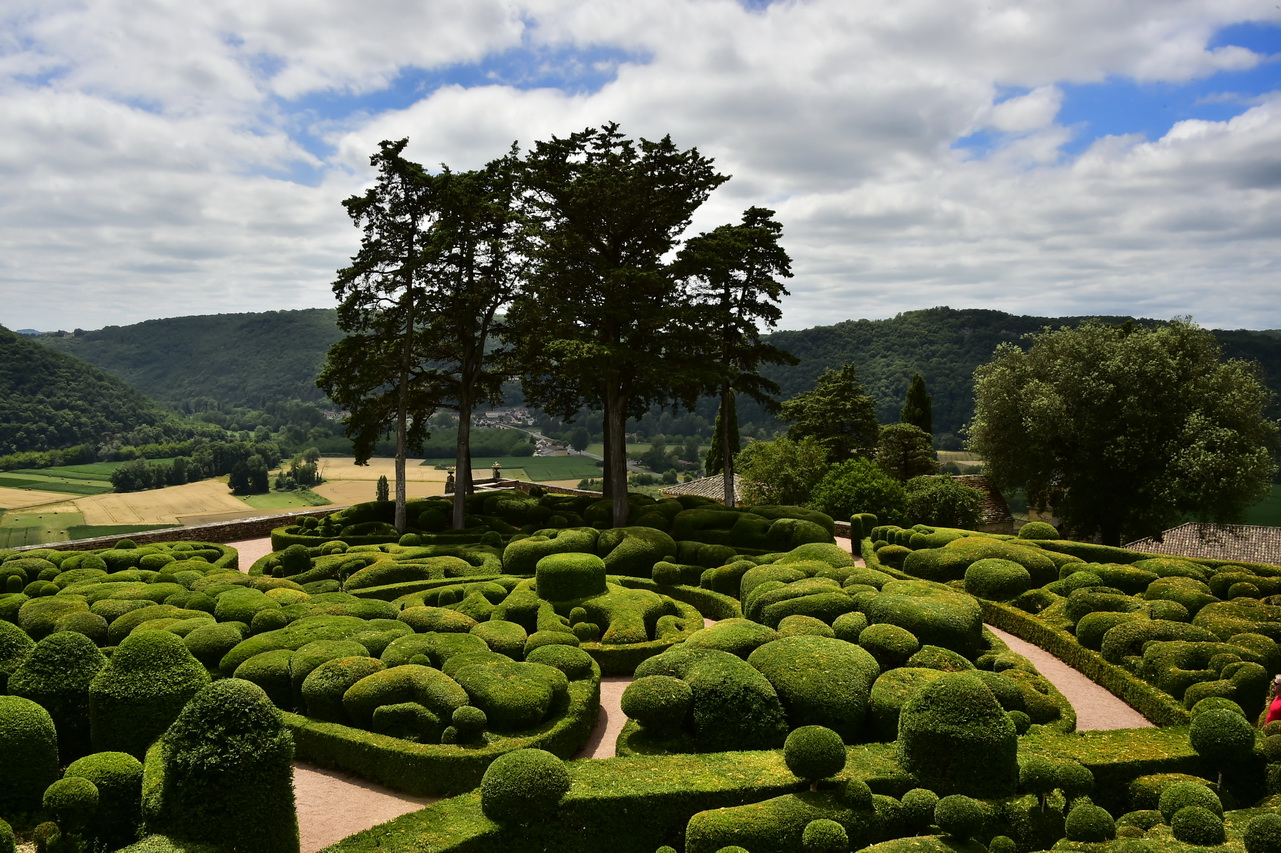

De tuinen van Marqueyssac (Frans: Jardins de Marqueyssac) bevinden zich in de stad Vézac, in het Franse departement Dordogne, in de regio Nouvelle-Aquitaine. Ze staan op de lijst van opmerkelijke tuinen in Frankrijk. De tuinen liggen bij het gelijknamige kasteel.
Negentien hectare vormen een site die sinds het ministerieel besluit van 16 december 1969 is geclassificeerd vanwege zijn "pittoresk en historisch belang".
Het park ligt op een rots 130 meter boven de rivier en biedt uitzicht op de vallei, kastelen en naburige dorpen, waaronder Beynac-et-Cazenac, Fayrac, Castelnaud, La Roque-Gageac en Domme.
In 2011 was het met 190.000 bezoekers de derde meest bezochte toeristische plek in de Dordogne.